# Csuklyások – BlacKkKlansman
A BlacKkKlansman egy 2018-as bűnügyi filmdráma Spike Lee rendezésében és John David Washington főszereplésével. A film egy afroamerikai rendőr 1978-ban játszódó igaz történetére épül. Ron Stallworth 2014-ben adta ki Black Klansman című könyvét, mely a nyomozás tapasztalatairól szól és a film alapjául szolgált.

## Cselekmény
Ron Stallworth, egy afroamerikai nyomozó Colorado Springs-ben beépül a Ku-Klux-Klan helyi szervezetébe, miután a helyi újságban olvassa azok hirdetését és jelentkezik a szervezetbe. Mivel afroamerikaiként személyesen nem találkozhat a szervezet tagjaival, egy másik nyomozó Flip Zimmerman vesz részt a találkozókon.
Zimmerman találkozik a Klán tagjaival, köztük Walter Breachway-jel, a Colorado Springs-i csoport vezetőjével, akivel Stallworth korábban telefonon beszélt, Felix Kendricksonnal, a Klán egyik forrófejű tagjával és egy Ivanhoe nevű taggal, aki rejtélyesen utal egy közelgő támadásra. Később a városba látogat David Duke, „a Klán hangja” és vezetője, akinek személyi védelmével Stallworth-t bízzák meg. A látogatás idejére a Klán merényletet szervez Stallworth-t barátnője és politikai aktivista, Patrice Dumas ellen.
Bridges parancsnok az eseményeket követően tájékoztatja a csoportot, hogy takarékossági okokból a nyomozást le kell zárni és az ügy valamennyi részletét titokban kell tartani a nyilvánosság elől. Patrice és Stallworth jövőjükről beszélgetnek, amikor kopognak, de az ajtó előtt nincs senki. A folyosó ablakán egy nagy lángoló keresztet látnak egy távoli domboldalon, melyet a Klán tagjai vesznek körül.
A film végén videófelvétel látható a 2017-es Unite The Right szélsőjobboldali megmozdulásról a virginiai Charlottesville-ben, David Duke-ról – a Ku-Klux-Klan lovagjainak korábbi „Nagy Varázsló”-járól –, aki beszédet mond, az ellentüntetésről és a tüntetők közé hajtó autóról, mely Heather Heyert halálra gázolta és Donald Trump amerikai elnök nyilatkozatáról az események után.

## Ron Stallworth könyve
A film alapjául szolgáló Black Klansman című könyvet magyarul 2018-ban adta ki az I.P.C. Könyvek Szántai Zsolt fordításában.

## Történeti pontosság
Noha a film igaz történet alapján íródott, de forgatókönyve drámaibb, mint a könyv eseményei. Például:
- Stallworth partnerének valódi identitása ismeretlen. A rendező, Spike Lee döntése volt, hogy Flip Zimmerman – dramaturgiai okokból – zsidó lett.
- A filmben szereplő események 1972-ben történnek, 1979 helyett.
- Míg a film első harmada történetileg viszonylag pontos, a bombamerénylet a film drámai feszültségének növelésére került a történetbe.
- A valóságban Stallworth-nek és partnerének fő célja az információgyűjtés volt a városban működő szélsőséges gyűlöletcsoportokról, így a Ku-Klux-Klanról és a Posse Comitatusról, valamint hogy felfedjék a Klánban tevékenykedő magas rangú katonai tagokat, akik beszivárogtak a hadseregbe és a légierőhöz. A nyomozás eredményeként az amerikai hadsereg négy tagja került áthelyezésre az Észak-Amerikai Légtérvédelmi Parancsnokságtól (NORAD) az „Északi-sarkra”.

## Szereplők
| Szereplő                 | Színész               | Magyar hang      |
| ------------------------ | --------------------- | ---------------- |
| Ron Stallworth nyomozó   | John David Washington | Pál Tamás        |
| Flip Zimmerman nyomozó   | Adam Driver           | Varga Gábor      |
| Patrice Dumas            | Laura Harrier         | Csuha Bori       |
| David Duke               | Topher Grace          | Hevér Gábor      |
| Felix Kendrickson        | Jasper Pääkkönen      | Epres Attila     |
| Walter Breachway         | Ryan Eggold           | Bozsó Péter      |
| Ivanhoe                  | Paul Walter Hauser    | Kapácsy Miklós   |
| Connie Kendrickson       | Ashlie Atkinson       | Sági Tímea       |
| Kwame Ture               | Corey Hawkins         | Papp Dániel      |
| Jimmy Creek              | Michael Buscemi       | Kassai Károly    |
| Trapp őrmester           | Ken Garito            | Király Adrián    |
| Bridges parancsnok       | Robert John Burke     | Jakab Csaba      |
| Andy Landers járőr       | Fred Weller           | Czvetkó Sándor   |
| Walker                   | Nicholas Turturro     | Schneider Zoltán |
| Jerome Turner            | Harry Belafonte       | Szersén Gyula    |
| Dr. Kennebrew Beauregard | Alec Baldwin          | Csankó Zoltán    |
| Mr. Turrentine           | Isiah Whitlock Jr.    | Vass Gábor       |
| Jesse Nayyar             | Ryan Preimesberger    | Makranczi Zalán  |
| Clay Mulaney rendőr      | Brian Tarantina       | Mikula Sándor    |
| Wheaton rendőr           | Arthur J. Nascarella  | Csuha Lajos      |
| TBA                      | TBA                   | Czető Zsanett    |

## Díjak, jelölések
- Cannes-i fesztivál (2018)
  - jelölés: Arany Pálma
  - díj: Nagydíj[2]
  - díj: Ökumenikus zsűri külön dicsérete